# 1996 AA
1996 AA är en asteroid i huvudbältet som upptäcktes den 1 januari 1996 av den japanska astronomen Takao Kobayashi vid Ōizumi-observatoriet.
Den tillhör asteroidgruppen Vesta.